# San Giovanni in Croce
San Giovanni in Croce es una localidad y comune italiana de la provincia de Cremona, región de Lombardía, con 1.784 habitantes. La primera documentación sobre el origen del país se encuentran en una Ley de 10 de diciembre de 1022

## Evolución demográfica
| Gráfica de evolución demográfica de San Giovanni in Croce entre 1861 y 2001 |
|                                                                             |
| Fuente ISTAT - elaboración gráfica de Wikipedia                             |